# MadeinTYO
Malcolm Jamaal Davis, dit MadeinTYO (prononcé Made in Tokyo), né le 12 avril 1992 à Honolulu sur l'archipel d'Hawaï, est un rappeur américain. Il se fait mondialement connaître avec le titre Uber Everywhere en 2016.

## Biographie

### Jeunesse
MadeinTYO naît le 12 avril 1992 de parents militaires dans une base militaire d'Honolulu. Au cours de son enfance, sa famille emménage successivement à San Diego, à New York, en Virginie, en Géorgie, puis au Japon, à Yokosuka. Il fréquente le lycée Nile C. Kinnick (en) avant de revenir aux États-Unis, et de définitivement s'installer à Atlanta.

### Carrière
En février 2016, MadeinTYO sort le titre Uber Everywhere ; lequel rencontre un succès viral. Le titre atteint la 51e place du Billboard Hot 100 la semaine du 2 juillet 2016, et est certifié single d'or en septembre 2016, puis single de platine en décembre de la même année. En juillet 2016, une version remix en collaboration avec Travis Scott sort. Le 19 août 2016, MadeinTYO sort la mixtape Thank You, Mr. Tokyo. Grâce au succès d'Uber Everywhere, MadeinTYO figure dans le top 5 des nouveaux artistes les plus écoutés sur la plateforme Spotify en 2016.
MadeinTYO est ensuite nommé dans la XXL Freshman Class 2017.

### Vie privée
Davis a un fils né le 30 janvier 2017.

## Discographie

### Album studio
- 2018 : Sincerely, Tokyo

### EPs
- 2016 : 24hrs in Tokyo (avec 24hrs)
- 2017 : True's World

### Mixtapes
- 2016 : You Are Forgiven
- 2016 : Thank You, Mr. Tokyo
- 2018 : I Bet You Get This All the Time (avec MyNamePhin)